# پساروو
پساروو (به چکی: Psárov) یک منطقهٔ مسکونی در جمهوری چک است که در منطقه تابور واقع شده‌است. پساروو ۱۰٫۸۸ کیلومتر مربع مساحت و ۱۳۹ نفر جمعیت دارد و ۴۴۳ متر بالاتر از سطح دریا واقع شده‌است.